# Psicologia existencial
A Psicologia Existencial, um dos muitos ramos da Psicologia, surge na Europa antes da Segunda Guerra Mundial e desenvolve-se depois dela paralelamente ao existencialismo filosófico. Allport, Rogers, Fromm e Maslow alinham nesta corrente , que surge como reacção ao racionalismo de uma psicologia de certo modo positivista. Os seus fundamentos teóricos surgem pela expressão filosófica de Husserl, Heidegger, Sartre e Merleau-Ponty.

## Temas Abordados
As posições teóricas da Psicologia Existencial conduzem à abordagem de alguns temas como:

### A Vontade e a Decisão
O homem só se torna verdadeiramente humano na altura de se decidir. A terapia não deve aumentar a passividade do paciente, pelo contrário, deve aumentar o seu campo de liberdade e de decisão.

### A Unicidade e a Integração da Pessoa
Contra as teses atomistas, a psicologia existencial privilegia a unicidade do ser para além das suas diferentes expressões.

### A Identidade, Experiência, Actualização do Eu e Autenticidade
Dá-se uma importância fundamental ao futuro através do desenvolvimento e do potencial de cada ser humano.

## Aplicada à Terapia
A terapia baseada na psicologia existencial tem como questão central o melhoramento do sujeito e sua evolução e está indicada para indivíduos com alto nível de escolaridade, com capacidade de insight e boa capacidade de exploração interior. Realiza-se, pelo menos, uma vez por semana e tem a duração de um ou mais anos.
O objeto da abordagem terapêutica não é o sintoma nem a doença, nem a estrutura, mas duas pessoas que existem num mundo, que nesse momento, é o consultório do terapeuta.
Como técnica terapêutica insiste no fator fundamental da presença do terapeuta como sendo a questão mais importante e anterior a qualquer técnica.  Aborda a terapia como uma técnica catártica em que a pessoa enfrenta os seus conflitos interiores e tenta, com a ajuda de um terapeuta, alargar a consciência de si mesmo; que o paciente consciencialize o que sente de forma clara e profunda. 
O terapeuta existencial não considera o paciente como um conjunto de pulsões, fantasmas e mecanismos de defesa, mas como uma pessoa que procura um significado para a sua existência. É a pessoa que dá sentido aos mecanismos e não o contrário.
1. ↑  «psicologia existencial princípios e história do movimento». Consultado em 22 de janeiro de 2019